# Investors Group Field
O Investors Group Field é um estádio localizado em Winnipeg, no Canadá, foi inaugurado em 2013, tem capacidade para 33.134 espectadores, é a casa do time Winnipeg Blue Bombers da Canadian Football League.